# Đại hội Thể thao Bán đảo Đông Nam Á 1959
Đại hội Thể thao Bán đảo Đông Nam Á 1959, tên gọi chính thức là Đại hội Thể thao Bán đảo Đông Nam Á lần thứ nhất, là kỳ đại hội thể thao đa môn đầu tiên do Liên đoàn Thể thao Bán đảo Đông Nam Á tổ chức, dành cho các quốc gia trong khu vực Đông Nam Á. Sự kiện diễn ra tại Băng Cốc, Thái Lan, từ ngày 12 đến ngày 17 tháng 12 năm 1959, với 12 môn được đưa vào chương trình thi đấu chính thức. Trong số sáu quốc gia sáng lập Liên đoàn SEAP Games, có năm quốc gia tham dự kỳ đại hội đầu tiên, ngoại trừ Campuchia không cử đoàn vận động viên tham gia. Với vai trò chủ nhà, Thái Lan trở thành quốc gia đầu tiên đăng cai tổ chức đại hội, mở đầu cho chuỗi sự kiện thể thao khu vực sau này được biết đến với tên gọi Đại hội Thể thao Đông Nam Á (SEA Games). Lễ khai mạc và bế mạc được tổ chức tại Sân vận động Suphachalasai, do Quốc vương Thái Lan Bhumibol Adulyadej chủ trì. Kết thúc đại hội, đoàn chủ nhà Thái Lan dẫn đầu bảng tổng sắp huy chương, tiếp theo là hai nước láng giềng Miến Điện và Mã Lai.

## Hoàn cảnh
Đại hội Thể thao Đông Nam Á khi đó gọi là Đại hội Thể thao Bán đảo Đông Nam Á (SEAP Games), được tổ chức ở Băng Cốc năm 1959. Đây là lần đầu tiên đại hội được tổ chức sau khi Liên đoàn Thể thao Bán đảo Đông Nam Á (SEAP Games Federation) được thành lập vào năm 1958. Ngày 22 tháng 5 năm 1958, đại biểu đến từ các nước ở bán đảo Đông Nam Á tham dự Đại hội Thể thao châu Á 1958 tại Tokyo, Nhật Bản đã họp và thống nhất thành lập một Đại hội thể thao. Tên gọi SEAP Games khi đó được đặt bởi ông Luang Sukhum Nayaoradit, người mà sau đó làm Phó Chủ tịch Ủy ban Olympic Quốc gia Thái Lan. Lý do đề nghị đưa ra thành lập một đại hội thể thao khu vực sẽ giúp thúc đẩy sự hợp tác, sự hiểu biết và sự gắn kết các mối quan hệ giữa các nước trong khu vực Đông Nam Á.
Đại hội thể thao Bán Đảo Đông Nam Á (khi đó được gọi tắt là SEAP Games) lần đầu tiên được tổ chức từ ngày 12 đến 17 tháng 12 năm 1959 tại Băng Cốc, Thái Lan. Đại hội lần đầu chỉ có số thành viên tham dự tương đương số lượng của một đoàn thể thao của một nước ngày nay, 800 quan chức và vận động viên. Trong đó, Thái Lan đã cử 194 quan chức, vận động viên với 155 nam, 21 nữ và 18 quan chức. Tham dự đại hội có 6 thành viên của Liên đoàn Thể thao bán đảo Đông Nam Á: Miến Điện, Mã Lai, Lào, Singapore, Thái Lan, Việt Nam. Số lượng môn thi đấu cũng rất khiêm tốn, chỉ có 12 môn.

## Đoàn thể thao tham dự
Singapore là một thuộc địa tự trị của Anh vào thời điểm đó.
- Miến Điện
- Lào
- Mã Lai
- Singapore
- Thái Lan (chủ nhà)
- Việt Nam Cộng hòa

## Bảng tổng sắp huy chương
| Hạng               | Đoàn               | Vàng | Bạc | Đồng | Tổng số |
| ------------------ | ------------------ | ---- | --- | ---- | ------- |
| 1                  | Thái Lan (THA)     | 35   | 26  | 15   | 76      |
| 2                  | Miến Điện (BIR)    | 11   | 15  | 14   | 40      |
| 3                  | Malaysia (MAL)     | 8    | 15  | 11   | 34      |
| 4                  | Singapore (SIN)[1] | 8    | 7   | 18   | 33      |
| 5                  | Việt Nam (VIE)     | 5    | 5   | 6    | 16      |
| 6                  | Lào (LAO)          | 0    | 0   | 2    | 2       |
| Tổng số (6 đơn vị) | Tổng số (6 đơn vị) | 67   | 68  | 66   | 201     |

1Singapore là một thuộc địa tự quản của Vương quốc Anh vào thời điểm đó. 

## Môn thể thao
- Bắn súng  (chi tiết)

- Bóng bàn  (chi tiết)

- Bóng chuyền  (chi tiết)

- Bóng đá  (chi tiết)

- Bóng rổ  (chi tiết)

- Cầu lông  (chi tiết)

- Cử tạ  (chi tiết)

- Điền kinh  (chi tiết)

- Bơi lội  (chi tiết)

- Quần vợt  (chi tiết)

- Quyền anh  (chi tiết)

- Xe đạp  (chi tiết)